# ليو تشيانغ
ليو تشيانغ (بالصينية: 刘强) (مواليد 14 ديسمبر 1982) هو ملاكم صيني، مثّل بلاده في الألعاب الأولمبية الصيفية 2012.

## روابط خارجية
ليو تشيانغ على موقع بوكس ريك (الإنجليزية) (registration required)
- ليو تشيانغ على موقع اللجنة الأولمبية الدولية (الإنجليزية)
- ليو تشيانغ على موقع أوليمبيديا (الإنجليزية)
- ليو تشيانغ على موقع اللجنة الأولمبية الصينية (الإنجليزية)